# Jan Kochel
Jan Kochel (ur. 1 lipca 1963 w Tarnowskich Górach) – polski duchowny katolicki, kapłan diecezji gliwickiej, profesor nauk teologicznych, profesor nadzwyczajny na Wydziale Teologicznym Uniwersytetu Opolskiego.

## Życiorys
W 1989 ukończył magisterskie studia teologiczne w Wyższym Śląskim Seminarium Duchownym w Katowicach i przyjął święcenia kapłańskie. W 1986 otrzymał stopień licencjata rzymskiego. Doktorat obronił w 1999. Habilitował się w 2005. W 2017 uzyskał tytuł naukowy profesora nauk teologicznych.
Specjalizuje się w katechetyce oraz teologii pastoralnej. W latach 2007–2010 był prorektorem Wyższego Seminarium Duchownego w Opolu. Od 2016 pełni funkcję kierownika Katedry Antropologii i Teologii Rodziny w Instytucie Nauk o Rodzinie Uniwersytetu Opolskiego.

## Autorskie publikacje monograficzne
- Katecheza ewangelizacyjna w nauczaniu pastoralnym Carlo Maria kard. Martiniego (1999)
- W szkole słowa Bożego: medytacje w rytmie lectio divina (2001)
- Katecheza królestwa niebieskiego: studium biblijno-katechetyczne Ewangelii Mateusza (2005)
- Katecheza u źródeł Ewangelii (2006)
- W drodze z Apostołem Narodów: medytacje w rytmie lectio divina (2010)
- Pedagogia biblijna w katechezie (2012; wraz ze Zbigniewem Markiem)
- Świadkowie prawdy z tej ziemi: śląscy święci i błogosławieni w rytmie „lectio divina” (2012)
- Katecheza misyjna w Ewangelii Łukasza i Dziejach Apostolskich: biblijno-katechetyczne studium narracyjne (2013)
- Pokorna Matka kapłanów: medytacje w rytmie lectio divina (2014)
- Duchowa pedagogia sportu: aksjologiczny wymiar zawodów i widowisk sportowych (2016)
- Świadkowie prawdy z tej ziemi: śląscy święci, błogosławieni i kandydaci na ołtarze w rytmie „lectio divina” (2016)